# Georges Jouneau
Georges Jouneau, né le 23 avril 1902 à Paris et mort le 23 avril 1981 à Antibes, est un industriel et résistant français, compagnon de la Libération. Mécanicien et garagiste, il est mobilisé lors de la seconde guerre mondiale et participe à la bataille de France. Après l'armistice du 22 juin 1940, il entre en résistance en camouflant des véhicules et du matériel militaire au profit des groupes de résistants. Entrant lui-même en clandestinité, il fait notamment partie du maquis du Vercors. Après la guerre, il reprend ses activités dans le secteur automobile.

## Biographie

### Jeunesse et engagement
Georges Jouneau naît le 23 avril 1902 à Paris. Passionné de mécanique, il commence à travailler très jeune pour subvenir à ses besoins. D'abord garagiste, il devient ensuite concessionnaire pour Berliet à Romainville,. Parallèlement, après son service militaire, il est officier de réserve.

### Seconde Guerre mondiale
En 1939, Georges Jouneau est mobilisé avec le grade de capitaine et prend le commandement de l'atelier du Train de la 3e armée. Après la drôle de guerre il participe à la bataille de France. Détaché au 45e corps d'armée en juin 1940, il se replie avec cette unité en Suisse où il est interné. Il s'évade un mois plus tard et rejoint l'état-major français qui l'intègre à l'armée d'armistice en tant de commandant d'une compagnie de transport. En désaccord avec l'armistice du 22 juin 1940 et désireux de participer à la résistance, il profite de sa position pour détourner et camoufler des véhicules, des armes et des munitions. En septembre 1940, il entre dans le réseau de résistance Camouflage du Matériel (CDM) d'Émile Mollard et continue de rassembler et dissimuler une importante quantité de matériels militaires au profit des maquis. Repéré par les autorités en janvier 1941, il risque de graves sanctions de la part de la commission d'armistice italienne. Le chef du CDM l'affecte alors à Lyon où il poursuit son activité. En 1942, il participe à l'évasion du général Giraud et attire l'attention de la gestapo, ce qui le contraint à se réfugier dans l'Ain en novembre de cette année. Il poursuit ses actions de récupération et de camouflage et assiste également le général Delestraint dans ses transports et ses ravitaillements.
Entré en clandestinité, il rejoint l'Armée secrète en janvier 1943 et prend le commandement du 4e bureau (transport et ravitaillement) de la région R1 (Rhône-Alpes) en décembre suivant. Le 6 juin 1944, il intègre le Maquis du Vercors à qui il vient de livrer du matériel. Prenant le commandement du groupe de maquisard, il réalise de nombreuses attaques contre les troupes allemandes. Le 20 juin 1944, il parvient à libérer soixante tirailleurs sénégalais emprisonnés à Lyon et les conduit dans le Vercors. Lors de l'attaque allemande contre le maquis du Vercors en juillet suivant, il résiste aux attaques ennemies avec son groupe puis, aux mois d'août et septembre, il participe aux libérations de Grenoble et de Lyon. Georges Jouneau est ensuite nommé commandant du 4e bureau de la 15e région militaire à Marseille puis il entre au ministère des Armées où il est officier de liaison avec le ministère de l'armement de septembre 1945 à juillet 1946.

### Après-Guerre
Après le conflit, Georges Jouneau reprend son activité de mécanicien et de vendeur d'automobile et crée sa propre société à son nom. Parallèlement, il devient administrateur à l'office national des anciens combattants et président d'honneur de l'amicale des concessionnaires Berliet. En 1948, avec Yves Farge, il contribue à la fondation des Combattants de la Liberté qui deviendront ensuite le Mouvement de la paix.
Georges Jouneau meurt le 23 avril 1981 à Antibes et est inhumé au cimetière du Père-Lachaise à Paris.

## Décorations
|  |  |  |  |  |  |
|  |  |  |  |  |  |

| Officier de la Légion d'honneur[Quand ?] | Officier de la Légion d'honneur[Quand ?] | Officier de la Légion d'honneur[Quand ?] | Compagnon de la Libération Par décret du 7 août 1945 | Compagnon de la Libération Par décret du 7 août 1945 | Compagnon de la Libération Par décret du 7 août 1945 | Croix de guerre 1939-1945                 | Croix de guerre 1939-1945                 | Croix de guerre 1939-1945                 |                                           |                                           |                                           |
| Médaille de la Résistance française      | Médaille de la Résistance française      | Médaille de la Résistance française      | Médaille de la Résistance française                  | Médaille de la Résistance française                  | Médaille de la Résistance française                  | Croix des services militaires volontaires | Croix des services militaires volontaires | Croix des services militaires volontaires | Croix des services militaires volontaires | Croix des services militaires volontaires | Croix des services militaires volontaires |

## Hommages
- À Romainville, une stèle en son honneur a été érigée à l'angle de l'avenue du président Wilson et de l'avenue Lénine[5].
- Dans le film de 1948 Au cœur de l'orage, Georges Jouneau est aperçu en train de consulter une carte en compagnie du colonel Marcel Descour et de François Huet.